# Te manquer
Singles de Johnny Hallyday
Seul
(2014) De l'amour
(2015)
Clip vidéo
[vidéo] « Te manquer (vidéo avec les paroles) », sur YouTube
[vidéo] « Te manquer (Le Grand Studio RTL, 2014) », sur YouTube
Te manquer est une chanson de Johnny Hallyday issue de son album de 2014 Rester vivant. 

## Développement et composition
La chanson a été écrite par Jeanne Cherhal et Yodelice. L'enregistrement a été produit par Don Was.

## Liste des pistes
Single digital (19 janvier 2015, Warner Music France)
1. Te manquer (3:46)[1]

## Classements
| Classement (2014) | Meilleure position |
| ----------------- | ------------------ |
| France (SNEP)     | 179                |